# Charles Mohler
Pour les articles homonymes, voir Mohler.
Charles Mohler, alias Duvernois, né le 5 juin 1910 à Paris et mort le 16 janvier 1987 au Plessis-Robinson,, est un résistant français, qui fut notamment chef régional des Groupes Francs,.

## Biographie

### Résistance
Charles Mohler arrive de Haute-Loire à Lyon en janvier 1943, pour prendre la direction du groupe franc régional (le groupe "Soie").
Il participe au Défilé du 11 novembre 1943 à Oyonnax en tant qu'officiel au côté de Henri Romans-Petit.
En décembre 1943, il est chargé d'organiser et d'assurer la distribution du faux exemplaire du Nouvelliste de Lyon.
Il est arrêté le 24 février 1944 à Paris et reste emprisonné jusqu'à la Libération.

## Décoration
- Médaille de la Résistance française (décret du 3 janvier 1946)